# Hoffmann-La Roche

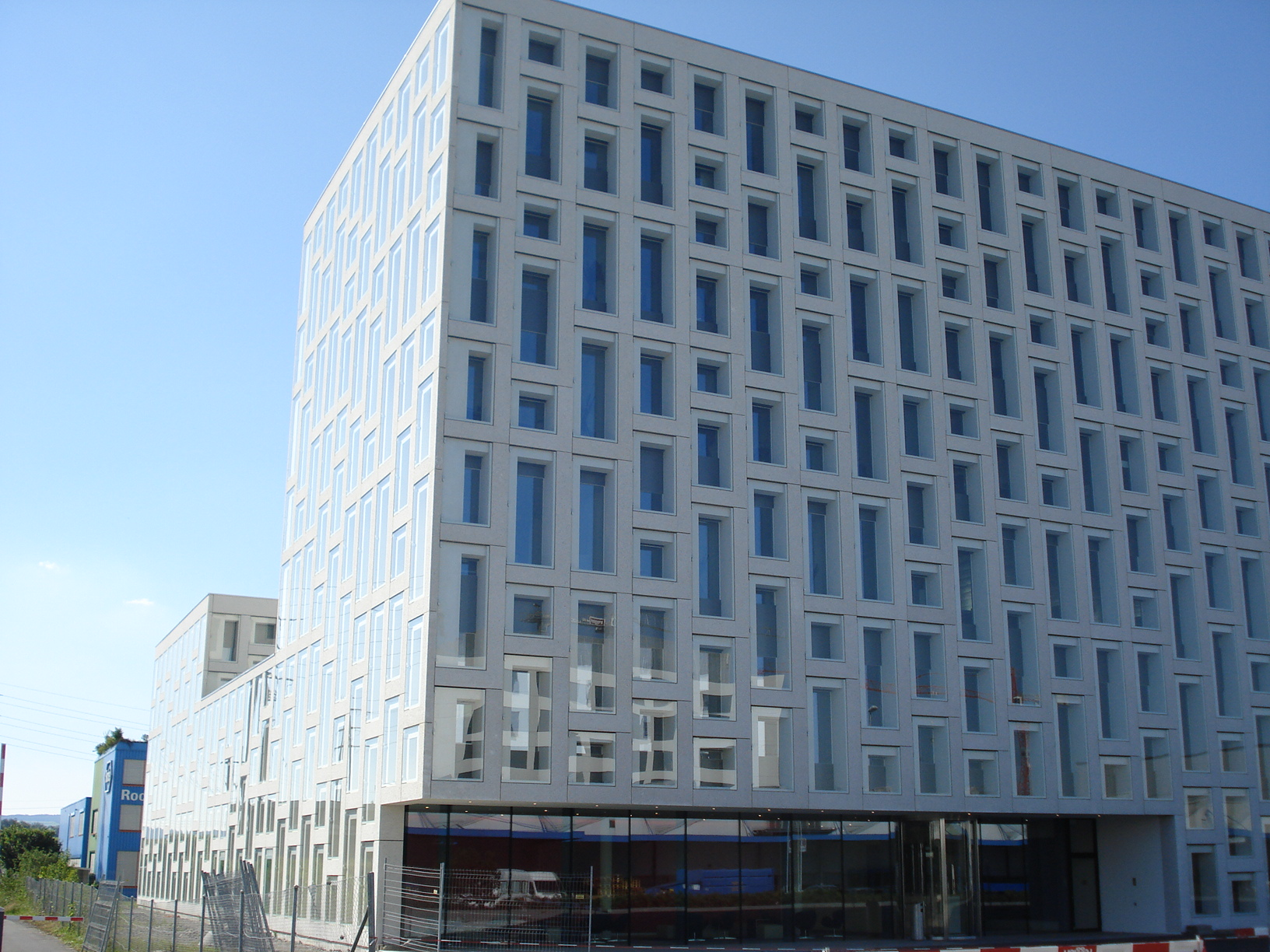
Budynek przedsiębiorstwa Roche Diagnostics

F. Hoffmann-La Roche AG – szwajcarski koncern medyczny złożony z producenta farmaceutyków Hoffmann-La Roche oraz dostawcy aparatury medycznej Roche Diagnostics. Siedziba główna przedsiębiorstwa mieści się w Bazylei.
Spółka publiczna notowana na Giełdzie Szwajcarskiej oraz londyńskim rynku virt-x.
Założona w 1896 roku przez Fritza Hoffmanna-La Roche. Początkowo znana z produkcji preparatów witaminowych. Przedsiębiorstwo w 1960 roku wprowadziło do światowego lecznictwa pierwszy preparat z grupy benzodiazepin pod nazwą handlową Librium, natomiast w 1963 roku preparat Valium oraz wiele innych pochodnych benzodiazepiny, np. flunitrazepam (Rohypnol). Hoffman-La Roche jest także producentem m.in. Tamiflu (oseltamiwiru), leku antywirusowego stosowanego przeciw grypie, czy preparatów stosowanych w onkologii i kardiologii.
Wypadek 10 lipca 1976 roku w zakładach Roche w Seveso we Włoszech spowodował skażenie Lombardii dioksynami.
Grupa zatrudnia ponad 88,5 tys. pracowników w 150 krajach. W 2014 roku odnotowała sprzedaż na poziomie 47,5 mld franków szwajcarskich przy zysku netto 9,5 mld franków.

## Kontrowersje

### Świat
W 1999 r. Hoffmann-La Roche kontrolował ponad 40% światowego rynku witamin. W latach 1990–1999 przedsiębiorstwo uczestniczyło w nielegalnej zmowie monopolistycznej z przedsiębiorstwami BASF i Rhone-Poulenc SA mającej na celu utrzymanie zawyżonych cen witamin. W 1999 r. przedsiębiorstwo zostało ukarane za to w Stanach Zjednoczonych grzywną w wysokości 632 milionów USD. Komisja Europejska wytoczyła przedsiębiorstwu proces o to samo i wygrała go w 2001 r. Roche musiało zapłacić 462 miliony euro.
Pod koniec 2002 r. przedsiębiorstwo sprzedało swój dział produkcji witamin duńskiej grupie farmaceutycznej DSM.

### Polska
Urząd Ochrony Konkurencji i Konsumentów wszczął w 2003 r. dochodzenie przeciw Roche Polska o zmowę monopolistyczną z dystrybutorem leków Hand-Prod polegającą na narzuceniu zawyżonej ceny w przetargach organizowanych przez Ministerstwo Zdrowia na dwa leki, Recormon i NeoRecormon (pochodne EPO stosowane przy leczeniu anemii). W 2006 roku Sąd Ochrony Konkurencji i Konsumentów stwierdził jednak, że przedsiębiorstwa nie dopuściły się praktyk naruszających konkurencję, a apelacja Prezesa UOKiK od tego wyroku została oddalona.